# NK-клетка
Клетки естествени убийци (от английски: natural killers, „естествени убийци“), по-известни като NK-клетки (чете се „ен-ка-клетки“), са третата основна популация на лимфоцитите. Те не притежават маркери за T-лимфоцити и B-лимфоцити и се отличават със способността си за спонтанна цитотоксичност спрямо голям брой туморни и вирусно инфектирани клетки.
Морфологично NK-клетките са подобни на лимфоцитите, но съдържат големи цитоплазмени гранули, поради което са били известни като големи гранулирани лимфоцити.
NK-клетките се определят като големи гранулирани лимфоцити и представляват третия клон на клетките диференцирани от общия лимфоцитен прекурсор, от който произхождат и T- и B-лимфоцитите. Те не експресират B-клетъчния рецептор TCR, пан T-лимфоцитния маркер CD3, нито повърхностно свързан имуноглобулин, B-клетъчен рецептор. NK-клетките обикновено експресират повърхостните маркери CD16 (FcγRIII) и CD56. До 80% от човешките NK-клетки експресират и CD8.
Наричат се „естествени убийци“, защото са цитотоксични без да бъдат активирани предварително, унищожавайки клетки с липсващи или неправилно експресирани компоненти на главен комплекс за тъканна съвместимост (MHC).
Различават се от B-клетки естествени убийци.

## Механизъм
След плътното прилепване на NK-лимфоцита за таргетната клетка, той освобождава съдържимото на своите гранули, в междуклетъчното пространство на двете клетки. Лизисът на таргетната клетка настъпва поради нарушаване на целостта на клетъчната мембрана.
NK-клетъчната лиза не зависи от разпознаването на нормалните клетъчни молекули. Предполага се, че този факт има важно значение при бързото предотвратяване на туморното метастазиране. Антивирусната защита също се осъществява още преди да се проявят специфично действащите T- и B-ефекторни механизми, като начална антивирусна защита в латентния период на инфекцията.
NK-клетките могат да проявят и антитяло-зависима клетъчномедиирана цитотоксичност (АЗКМЦ). Тази реакция се осъществява при наличието на междуклетъчен мост от антитяло, предимно от клас IgG, което улеснява клетъчната лиза. Този механизъм има значение при противотуморната и противовирусната защита на организма.